# Isabel Lastres Becker
Isabel Lastres Becker   (1974) és una científica germano-espanyola del Departament de Bioquímica de la Facultat de Medicina de la Universitat Autònoma de Madrid, llicenciada en Ciències Químiques especialitzant-se en Bioquímica per la Universitat Complutense de Madrid.
La seva recerca se centra a les bases moleculars de diverses malalties neurodegeneratives, com la malaltia de Huntington o la malaltia de Parkinson. En concret en el seu projecte, estudia la causa de la mort de les neurones en la malaltia de Parkinson, i experimenta amb fàrmacs amb els quals tractar de retardar els avanços de la malaltia.
La seva labor investigadora ha estat reconeguda per la comunitat científica i ha rebut premis com el Scientific Achievement Award o el Premi Extraordinari de Doctorat a la Universitat Complutense de Madrid.
Al novembre de 2010 va ser guardonada, al costat de quatre científiques més (María Antonia Herrero, Ana Briones Alonso, Mercedes Vila i Elena Ramírez Parra), amb el Premi L'oreal – UNESCO “Per les dones en la Ciència”, amb una dotació de 15000 € amb la qual es vol premiar la labor de recerca que realitzen dones de menys de 40 anys per donar suport al paper de la dona en la ciència, reconèixer-ho i ajudar a la conciliació de la vida laboral i familiar.